# پیر مرتن
پیر مرتن (به فرانسوی: Pierre Mertens) (۹ اکتبر ۱۹۳۹ – ۱۹ ژانویهٔ ۲۰۲۵) نویسنده و منتقد ادبی قرن بیستم میلادی اهل بلژیک بود.
مرتن در ۱۹ ژانویهٔ ۲۰۲۵، در سن ۸۵ سالگی درگذشت.